# Bicycleran
O Ciclista (no original em persa, بایسیکل ران, Bicycleran) é um filme indo-iraniano de 1987 dirigido, produzido e escrito por Mohsen Makhmalbaff.

## Sinopse
Baseado em um acidente que o diretor presenciou aos 10 anos de idade, tem como centro um refugiado paquistanês de 18 anos que trabalha como cyclo, transportando pessoas e cargas, mas tem sua bicicleta roubada e é obrigado a entrar na marginalidade.

## Elenco
- Firouz Kiani
- Samira Makhmalbaf
- Mohammad Reza Maleki
- Esmail Soltanian
- Moharram Zaynalzadeh